# نورمحمد ذوالفقاری
نورمحمد ذوالفقاری (۷ مهر ۱۳۲۹ – ۷ فروردین ۱۴۰۲) بازیگر سینما و تلویزیون ایرانی بود.
از مهم‌ترین آثار وی می‌توان به بازیگری در فیلم مسافر ری، سریال خانواده حمزه‌علی خان و فیلم چند می‌گیری گریه کنی اشاره کرد. او بیش از ۵۵ سال در سینما فعالیت کرد. او در آغاز به عنوان دستیار فیلمبردار با پروژه‌های سینمایی همکاری داشت و از مقطعی به بعد به عنوان بازیگر نیز به ایفای نقش در آثار سینمایی و تلویزیونی پرداخت. از جمله آثاری که وی در آن‌ها بازی داشت می‌توان به فیلم‌هایی همچون غلامرضا تختی، انگشتر، یک دزدی عاشقانه، حبیب آقا و سریال نمایش خانگی ابله اشاره نمود.

## فعالیت هنری
نورمحمد ذوالفقاری در سال ۱۳۶۷ با بازی در فیلم سرب به کارگردانی مسعود کیمیایی، همکاری با هنرمندانی همچون جمشید مشایخی، جلال مقدم، هادی اسلامی و امین تارخ را تجربه کرد. نورمحمد ذوالفقاری در سال ۱۳۷۲ در مجموعه تلویزیونی خانواده حمزه‌علی خان نیز بازی کرد. او این‌بار با محمدباقر خسروی و هنرمندانی همچون محمدباقر خسروی، نعمت‌الله گرجی، محمدعلی ورشوچی و محمود بهرامی همکاری داشت. نورمحمد ذوالفقاری در سال ۱۳۷۹ در فیلم مسافر ری به کارگردانی داوود میرباقری بازی کرد. بازی در این فیلم در کنار بازیگرانی همچون داریوش ارجمند، جمشید هاشم‌پور، محمدرضا شریفی‌نیا و ویشکا آسایش بر تجارب او افزود.

## فیلم‌شناسی
سینمایی
| سال  | نام                 | کارگردان         |
| ---- | ------------------- | ---------------- |
| ۱۳۹۷ | غلامرضا تختی        | بهرام توکلی      |
| ۱۳۹۴ | یک دزدی عاشقانه     | امیرشهاب رضویان  |
| ۱۳۹۳ | حبیب آقا            | محمد حمزه‌ای      |
| ۱۳۹۱ | رژیم طلایی          | رضا سبحانی       |
| ۱۳۹۱ | انگشتر              | سیدجمال سیدحاتمی |
| ۱۳۸۴ | چند می‌گیری گریه کنی | شاهد احمدلو      |
| ۱۳۸۷ | ده رقمی             | همایون اسعدیان   |
| ۱۳۸۷ | موش                 | شاهد احمدلو      |
| ۱۳۷۹ | مسافر ری            | داوود میرباقری   |
| ۱۳۷۷ | عشق کافی نیست       | مهدی صباغ‌زاده    |
| ۱۳۷۶ | مهر مادری           | کمال تبریزی      |
| ۱۳۷۰ | دو نفر و نصفی       | یدالله صمدی      |
| ۱۳۶۸ | شنگول و منگول       | پرویز صبری       |
| ۱۳۶۷ | سرب                 | مسعود کیمیایی    |
| ۱۳۶۷ | ارثیه               | کاظم بلوچی       |
| ۱۳۵۵ | هیولا               | سیامک یاسمی      |
| ۱۳۵۴ | کندو                | فریدون گله       |

مجموعه تلویزیونی
| سال  | نام                 | کارگردان         |
| ---- | ------------------- | ---------------- |
| ۱۳۶۳ | سربداران            | محمدعلی نجفی     |
| ۱۳۷۲ | خانواده حمزه‌علی خان | محمدباقر خسروی   |
| ۱۳۷۵ | خودرو تهران ۱۱      | مرضیه برومند     |
| ۱۳۷۵ | سرزمین ملائک        | علی غفاری        |
| ۱۳۸۱ | روزگار قریب         | کیانوش عیاری     |
| ۱۳۸۸ | نردبام آسمان        | محمدحسین لطیفی   |
| ۱۳۹۶ | محکومین             | سیدجمال سیدحاتمی |
| ۱۳۹۷ | سرگذشت              | سیدجمال سیدحاتمی |
| ۱۴۰۰ | خوشنام              | علیرضا نجف‌زاده   |

نمایش خانگی
| سال  | نام  | کارگردان    |
| ---- | ---- | ----------- |
| ۱۳۹۳ | ابله | کمال تبریزی |

## درگذشت
نورمحمد ذوالفقاری به دلیل بیماری قلبی از ۲ فروردین ۱۴۰۲ در بخش مراقبت‌های ویژه بستری بود و سرانجام ۷ فروردین ۱۴۰۲ بر اثر ایست قلبی و ناراحتی ریه در بیمارستان ایرانشهر در تهران درگذشت. خاکسپاری وی در ۹ فروردین ۱۴۰۲ در قطعه هنرمندان بهشت زهرا شد.